# Villariaz
Villariaz (Velâryâ  en patois fribourgeois) est une localité et une ancienne commune suisse du canton de Fribourg, située dans le district de la Glâne.

## Histoire
Villariaz est située au pied occidental du Gibloux. En 1148, Guido d'Ependes donna au couvent d'Hauterive son alleu de Villariaz. La seigneurie de ce village appartint à des familles nobles du Pays de Vaud et de Bourgogne, puis à des familles patriciennes fribourgeoises. Les seigneurs ou coseigneurs de Villariaz étaient issus des familles Norma, Vuisternens, Palézieux, Nicod, Fallerand, Praroman, Empsis, Challant, Ratzé, König, Gottrau et Reynaud. Sous la suzeraineté de la maison de Savoie, puis de Fribourg dès 1536, l'ancienne commune releva du bailliage de Romont, puis du district du même nom de 1798 à 1848. Le village a toujours fait partie de la paroisse de Vuisternens-devant-Romont. Longtemps agricole (cultures fourragères, élevage), le village a depuis développé un caractère résidentiel.
Depuis 2003, Villariaz fait partie de la commune de Vuisternens-devant-Romont.

## Toponymie
1148 : Vilar Roart

## Démographie
Villariaz comptait 142 habitants en 1811, 201 en 1850, 240 en 1900, 238 en 1950, 357 en 2000.